# 사보이 극장

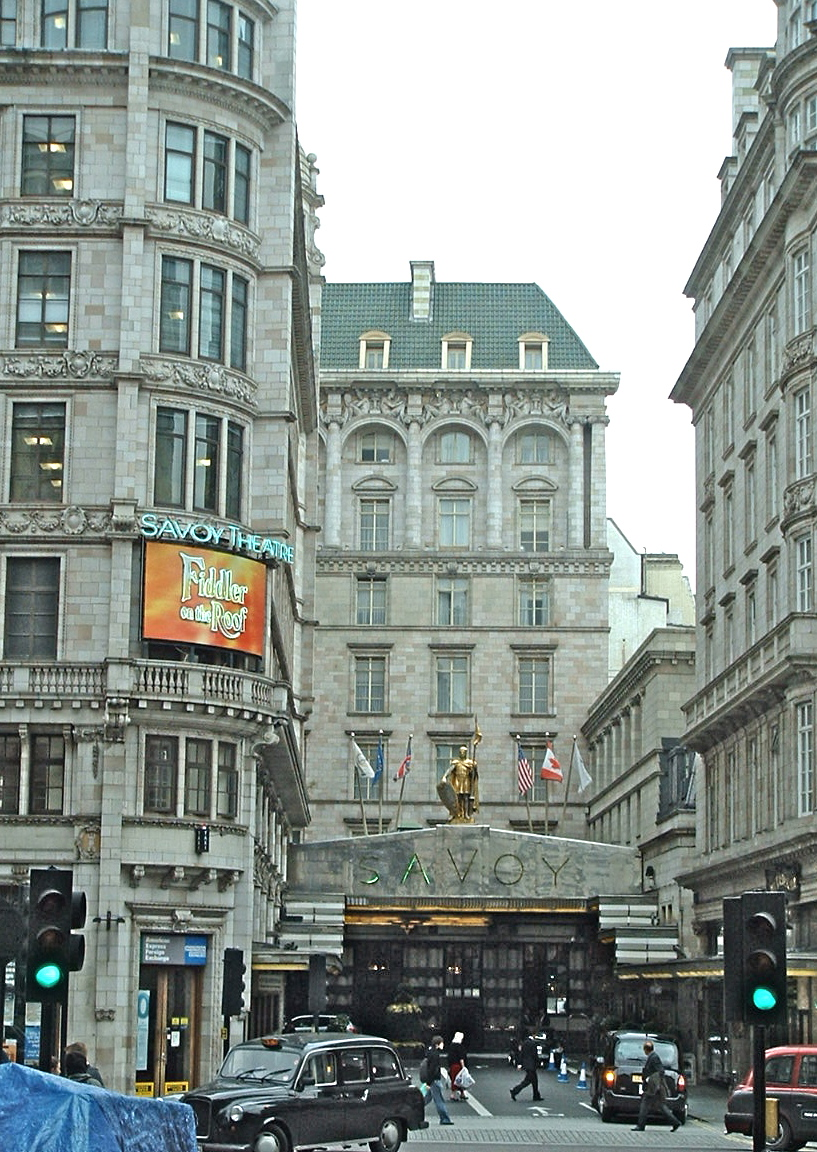
사보이 극장

사보이 극장(영어: Savoy Theatre)은 영국 런던에 위치한 극장이다.